# Unterseeboot UB-11
Pour les autres navires du même nom, voir Unterseeboot 11.
L'Unterseeboot UB-11 est un sous-marin (U-Boot) allemand de type UB I utilisé par la Kaiserliche Marine pendant la Première Guerre mondiale.  

## Conception
Après l’avancée rapide de l’armée allemande le long de la côte de la mer du Nord au début de la Première Guerre mondiale, la marine impériale allemande s’est retrouvée sans sous-marins appropriés pouvant être utilisés dans les eaux étroites et peu profondes au large des Flandres,. Le projet 34, un effort de conception commencé à la mi-août 1914, a produit la conception du Type UB I : un petit sous-marin qui pouvait être expédié par chemin de fer jusqu’à un port d’opérations et rapidement assemblé. Contrainte par les limites de taille des chemins de fer, la conception de l’UB I prévoyait un bateau d’environ 28 mètres de long et déplaçant environ 125 tonnes, avec deux tubes lance-torpilles. 
L'UB-11 faisait partie du lot initial de sept sous-marins, numérotés UB-9 à UB-15, commandés le 15 octobre à AG Weser de Brême, un peu moins de deux mois après le début de la planification de la classe,.
L'UB-11 mesurait 27,88 mètres de long, 3,15 mètres de large et avait un tirant d'eau de 3,03 mètres. Il était équipé d’un seul moteur Diesel Körting 4 cylindres de 59 ch (44 kW) pour la navigation en surface, et d’un seul moteur électrique Siemens-Schuckert de 119 ch (89 kW) pour la navigation sous-marine, tous deux entraînant un seul arbre d'hélice. Ses vitesses de pointe étaient de 7,45 nœuds (13,80 km/h) en surface et de 6,24 nœuds (11,56 km/h) en immersion. À des vitesses plus modérées, il pouvait naviguer jusqu’à 1500 milles marins (2800 km) en surface avant de devoir se ravitailler, et jusqu’à 45 milles marins (83 km) en immersion avant de recharger ses batteries. Comme tous les bateaux de la classe, l'UB-11 était évalué à une profondeur de plongée de 50 mètres et pouvait s’immerger complètement en 33 secondes.
L'UB-11 avait un déplacement entre 127 et 141 tonnes, selon qu’il était en surface ou immergé. Il transportait deux torpilles de 450 mm pour ses deux tubes lance-torpilles d’étrave et était également armé d’une mitrailleuse de 8 millimètres montée sur le pont. L’effectif standard de l'UB-11 se composait d’un officier et de treize hommes du rang.

## Carrière
L'UB-11 a été commandé en octobre 1914 et a été mis sur cale au chantier naval AG Weser à Brême le 7 novembre. Après la fin des travaux sur l’UB-11, il est lancé le 2 mars 1915. Le sous-marin a été mis en service dans la marine impériale allemande le 4 mars 1915 sous le nom de UB-11 et sous le commandement du Kapitänleutnant (Kapt.) Ralph Wenninger, un officier de 25 ans qui commandait un sous-marin pour la première fois. Wenninger n’a commandé l'UB-11 que pendant une semaine. Les sources n’indiquent pas qui lui succéda en tant que commandant de l'UB-11. Les sources ne font état d’aucun autre commandant affecté jusqu’à la fin de la guerre. Selon les auteurs R. H. Gibson et Maurice Prendergast, l'UB-11 avait été affecté à l’école de périscope de Kiel en septembre 1915. Uboat.net rapporte que l'UB-11 n’a pas effectué de patrouilles de guerre et n’a eu aucune victoire contre les navires ennemis, ce qui peut indiquer que le navire n’est resté utilisé que comme navire-école.
À la fin de la guerre, les Alliés ont exigé que tous les sous-marins allemands soient conduits à Harwich pour se rendre. L'UB-11 était l’un des huit sous-marins jugés inaptes à la navigation et autorisés à rester en Allemagne. L'UB-11 fut démantelé par Hugo Stinnes Schiffahrt GmbH le 3 février 1920.

## Commandants
- Kapitänleutnant Ralph Wenninger : du 4 au 10 mars 1915